# 4-Dimethylaminophenol
4-Dimethylaminophenol (DMAP) là một hợp chất thơm chứa cả hai nhóm chức phenol và amin. Nó có công thức phân tử C 8 H 11 NO.

## Công dụng
4-Dimethylaminophenol đã được sử dụng làm thuốc giải độc cho ngộ độc xyanua. Nó cũng đã được chứng minh là có hiệu quả trong điều trị ngộ độc hydro sulfide.
Nó hoạt động bằng cách tạo ra methemoglobin.
Điều này chỉ thích hợp khi điều trị khẩn cấp; điều trị phải được theo dõi bằng natri thiosulfat hoặc cobalamin.
Trong một mô hình động vật, nó đã cho thấy hiệu quả khi tiêm bắp. Mặc dù vậy, nên tránh tiêm bắp do xác suất hoại tử cơ sau khi tiêm. Nên tiêm tĩnh mạch với liều 250   mg.